# Pyeonghwa Huiparam
Der Huiparam, im englischen Hwiparam geschrieben, ist eine Pkw-Reihe der nordkoreanischen Automobilmarke Pyeonghwa und besteht seit 2002, als diese als Einzelmodell aufgelegt wurde. Zwei Jahre später brachte Pyeonghwa dann ein etwas höherwertig angesiedeltes Modell in die Modellreihe mit ein.

## Modellübersicht

### Pyeonghwa Huiparam
Der Huiparam ist eine Stufenhecklimousine der Mittelklasse und wird von der nordkoreanischen Pyeonghwa Motor Plant in Fiat-Lizenz produziert.
Die Produktion bei Pyeonghwa startete 2002 mit dem Huiparam. Als erster moderner nordkoreanischer Pkw und als Schwestermodell der weltweit erfolgreichen Fiat-Modelle Palio und Siena, versprach sich das Unternehmen einen hohen Absatz im Inland und setzte die Jahresproduktion des Modells auf 10.000 Einheiten fest. Doch der Vertrieb läuft schlecht und die Verkaufszahlen sinken, obwohl Pyeonghwa seine Pkws auch in Südkorea und in Vietnam vertreibt. Der Verkauf der Einheiten des Huiparam im Inland liegt derzeit bei gerade einmal 30 Prozent. Anbei nutzt Fiat diese Situation aus und lässt des Weiteren die Karosserie seit 2006 nun auch modifiziert als CKD-Bausatz unter den Namen Nanjing-Fiat Perla, Nanjing-Fiat Siena und Fiat Petra von Pyeonghwa herstellen, welche dann in Nanjing und Yuelin für den chinesischen Markt montiert werden.
Als Motorisierung werden beim Pyeonghwa Huiparam 4-zylindrige Dieselmotoren mit einer Leistung von 68 (8V) oder 89 kW (16V) bei einem Hubraum von 1580 cm³ eingesetzt.
In die deutsche Sprache übersetzt, trägt das Modell den Namen Trillerpfeife oder aber auch Grüne Zwiebel.

### Pyeonghwa Huiparam II
Der Huiparam II erschien 2007 als Schwestermodell des chinesischen Brilliance BS4 auf dem nordkoreanischen Markt. Geplant war das Modell zunächst als Nachfolger des Vormodells. Auf Grund der Größe entschied man sich dann aber das Modell zunächst nur als CKD-Bausatz probeweise zu montieren und parallel zum Huiparam rangieren zu lassen. Angeboten wurde der Huiparam II aber nur in Nordkorea.
Eingesetzt werden beim Huiparam II Ottomotoren mit einem Hubraum von 1843 cm³, welche von Brilliance stammen und 100 bzw. 125 kW leisten.

### Pyeonghwa Huiparam III
Der Huiparam III erschien 2010 auf dem Markt. Es handelt sich um ein Schwestermodell des Brilliance Junjie FSV.